# Biocentrismo
O biocentrismo (do grego βιος, bios, "vida"; e κέντρον, kentron, "centro") é uma posição filosófica que concebe a considerabilidade moral como inerente à vida e seres vivos, em reverência ao bem próprio de cada sujeito vivo. O biocentrismo não privilegia a racionalidade nem a senciência (como no sencientismo) enquanto critérios morais definidores da categoria de sujeito moral.